# Younger Than Yesterday
Younger Than Yesterday je čtvrté studiové album americké rockové skupiny The Byrds, vydané v únoru 1967 u vydavatelství Columbia Records. Nahráno bylo listopadu do prosince předchozího roku ve studiu Columbia Studios v Hollywoodu a jeho producentem byl Gary Usher.

## Seznam skladeb
| Pořadí | Název                                  | Autor                      | Délka |
| ------ | -------------------------------------- | -------------------------- | ----- |
| 1.     | So You Want to Be a Rock 'n' Roll Star | Jim McGuinn, Chris Hillman | 2:05  |
| 2.     | Have You Seen Her Face                 | Hillman                    | 2:25  |
| 3.     | C.T.A.-102                             | McGuinn, Robert J. Hippard | 2:28  |
| 4.     | Renaissance Fair                       | David Crosby, McGuinn      | 1:51  |
| 5.     | Time Between                           | Hillman                    | 1:53  |
| 6.     | Everybody's Been Burned                | Crosby                     | 3:05  |
| 7.     | Thoughts and Words                     | Hillman                    | 2:56  |
| 8.     | Mind Gardens                           | Crosby                     | 3:28  |
| 9.     | My Back Pages                          | Bob Dylan                  | 3:08  |
| 10.    | The Girl with No Name                  | Hillman                    | 1:50  |

## Obsazení
The Byrds
- Jim McGuinn – kytara, zpěv
- David Crosby – kytara, zpěv
- Chris Hillman – baskytara, zpěv
- Michael Clarke – bicí

Ostatní hudebníci
- Hugh Masekela – trubka
- Cecil Barnard – klavír
- Jay Migliori – saxofon
- Vern Gosdin – kytara
- Clarence White – kytara
- Daniel Ray – perkuse